# Swiss Indoors 2024
Swiss Indoors 2024 byl tenisový turnaj na mužském profesionálním okruhu ATP Tour, hraný v St. Jakobshalle. Padesátý třetí ročník Swiss Indoors probíhal mezi 21. a 27. říjnem 2024 ve švýcarské Basileji na dvorcích s povrchem GreenSet.
Turnaj dotovaný 2 540 835 eury patřil do kategorie ATP Tour 500. Nejvýše nasazeným singlistou se stal sedmý tenista světa Andrej Rubljov, který v Basileji debutoval. Naopak 39letý Stan Wawrinka zasáhl do hlavní soutěže posedmnácté, čímž se zařadil na druhé místo statistik za devatenáct účastí Federera. Jako poslední přímý účastník do dvouhry nastoupil španělský 54. hráč žebříčku Roberto Carballés Baena.
V důsledku invaze Ruska na Ukrajinu na konci února 2022 řídící organizace tenisu ATP, WTA a ITF s grandslamy rozhodly, že ruští a běloruští tenisté mohli dále na okruzích startovat, ale do odvolání nikoli pod vlajkami Ruska a Běloruska.
Druhý singlový titul na okruhu ATP Tour, a první v úrovni ATP 500, vybojoval 21letý Francouz Giovanni Mpetshi Perricard, který se po skončení poprvé posunul na 31. místo žebříčku. V Basileji se jako padesátý hráč světa stal nejníže postaveným šampionem a prvním nenasazeným vítězem od Jiřího Nováka z ročníku 2004. Čtyřhru ovládli kvalifikanti, Brit Jamie Murray s Australanem Johnem Peersem, kteří získali sedmou párovou trofej. Již v prvním kvalifikačním kole odvrátili tři mečboly a na cestě do finále vyhráli všech pět supertiebreaků, což Murray označil za „šílený týden“ v Basileji.

## Rozdělení bodů a finančních odměn

### Rozdělení bodů
| Soutěž  | Soutěž       | vítězové | finalisté | semifinalisté | čtvrtfinalisté | 16 v kole | 32 v kole | Q  | Q2 | Q1 |
| ------- | ------------ | -------- | --------- | ------------- | -------------- | --------- | --------- | -- | -- | -- |
| dvouhra | [ 8 ] [ 3 ]  | 500      | 330       | 200           | 100            | 25        | 0         | 25 | 13 | 0  |
| čtyřhra | [ 9 ] [ 10 ] | 500      | 300       | 180           | 90             | 0         | —         | 45 | 25 | 0  |

### Finanční odměny
| Soutěž                                | Soutěž       | vítězové  | finalisté | semifinalisté | čtvrtfinalisté | 16 v kole | 32 v kole | Q2      | Q1      |
| ------------------------------------- | ------------ | --------- | --------- | ------------- | -------------- | --------- | --------- | ------- | ------- |
| dvouhra                               | [ 3 ] [ 8 ]  | 446 045 € | 239 990 € | 127 900 €     | 65 345 €       | 34 880 €  | 18 605 €  | 9 535 € | 5 350 € |
| čtyřhra                               | [ 9 ] [ 10 ] | 146 500 € | 78 135 €  | 39 530 €      | 19 765 €       | 10 230 €  | —         | —       | —       |
| částky ve čtyřhře jsou uvedeny na pár |              |           |           |               |                |           |           |         |         |

## Dvouhra

### Nasazení
| Stát                           | Hráč                  | ATP | Nasazení |
| ------------------------------ | --------------------- | --- | -------- |
|                                | Andrej Rubljov        | 7.  | 1.       |
| Norsko                         | Casper Ruud           | 8.  | 2.       |
| Řecko                          | Stefanos Tsitsipas    | 11. | 3.       |
| Dánsko                         | Holger Rune           | 14. | 4.       |
| Francie                        | Ugo Humbert           | 16. | 5        |
| USA                            | Ben Shelton           | 17. | 6.       |
| Francie                        | Arthur Fils           | 20. | 7.       |
| Kanada                         | Félix Auger-Aliassime | 21. | 8.       |
| Žebříček ATP ke 14. říjnu 2024 |                       |     |          |

### Jiné formy účasti
Následující hráči obdrželi divokou kartu do hlavní soutěže:
- Denis Shapovalov
- Dominic Stricker
- Stan Wawrinka

Následující hráč nastoupil pod žebříčkovou ochranou:
- Marin Čilić

Následující hráč obdržel zvláštní výjimku:
- Roberto Bautista Agut

Následující hráči postoupili z kvalifikace:
- Daniel Altmaier
- James Duckworth
- Jérôme Kym
- Botic van de Zandschulp

Následující hráč postoupil z kvalifikace jako šťastný poražený:
- David Goffin

#### Odhlášení
před zahájením turnaje
- Roberto Carballés Baena → nahradil jej  David Goffin
- Hubert Hurkacz → nahradil jej  Giovanni Mpetshi Perricard
- Reilly Opelka → nahradil jej  Šang Ťün-čcheng

## Čtyřhra

### Nasazení
| Stát                                                                                    | Hráč              | Stát       | Hráč                   | ATP | Nasazení |
| --------------------------------------------------------------------------------------- | ----------------- | ---------- | ---------------------- | --- | -------- |
| Nizozemsko                                                                              | Wesley Koolhof    | Chorvatsko | Nikola Mektić          | 27. | 1.       |
| Mexiko                                                                                  | Santiago González | Francie    | Édouard Roger-Vasselin | 42. | 2.       |
| USA                                                                                     | Austin Krajicek   | USA        | Rajeev Ram             | 44. | 3.       |
| Monako                                                                                  | Hugo Nys          | Polsko     | Jan Zieliński          | 52. | 4.       |
| Žebříček ATP ke 14. říjnu 2024; číslo je součtem žebříčkového postavení obou členů páru |                   |            |                        |     |          |

### Jiné formy účasti
Následující páry obdržely divokou kartu do hlavní soutěže:
- Henry Bernet /  Jérôme Kym
- Marc-Andrea Hüsler /  Dominic Stricker

Následující pár postoupil z kvalifikace:
- Jamie Murray /  John Peers

### Odhlášení
před zahájením turnaje
- Simone Bolelli /  Andrea Vavassori → nahradili je  Juki Bhambri /  Albano Olivetti
- Kevin Krawietz /  Tim Pütz → nahradili je  Kevin Krawietz /  Oleksandr Nedověsov
- Pedro Martínez / Andrej Rubljov → nahradili je  Tallon Griekspoor /  Pedro Martínez

## Přehled finále

### Mužská dvouhra
- Giovanni Mpetshi Perricard vs.  Ben Shelton, 6–4, 7–6(7–4)

### Mužská čtyřhra
- Jamie Murray /  John Peers vs.  Wesley Koolhof /  Nikola Mektić, 6–3, 7–5